# もふもふ

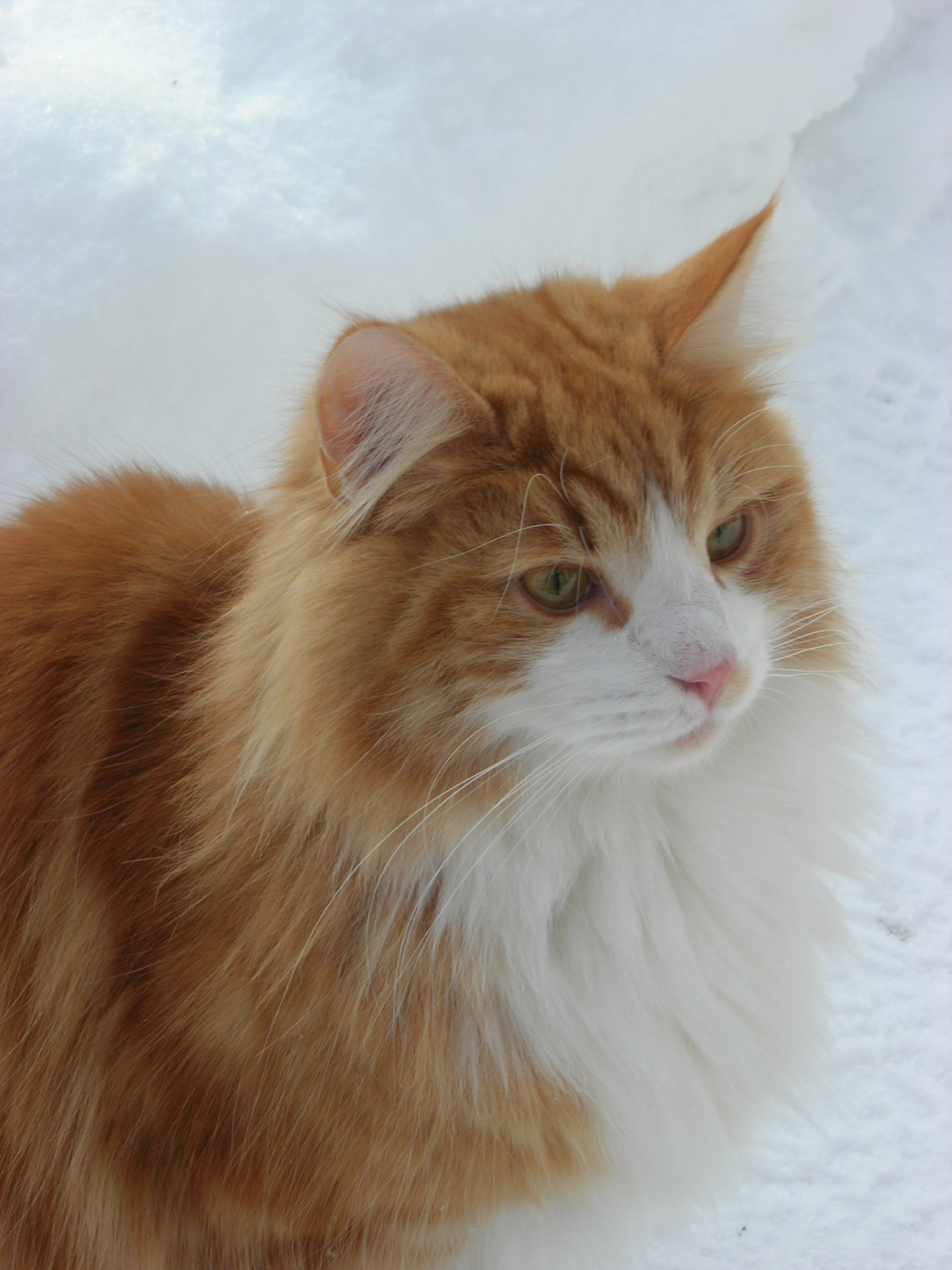
もふもふとした被毛が特徴的なノルウェージャンフォレストキャット。

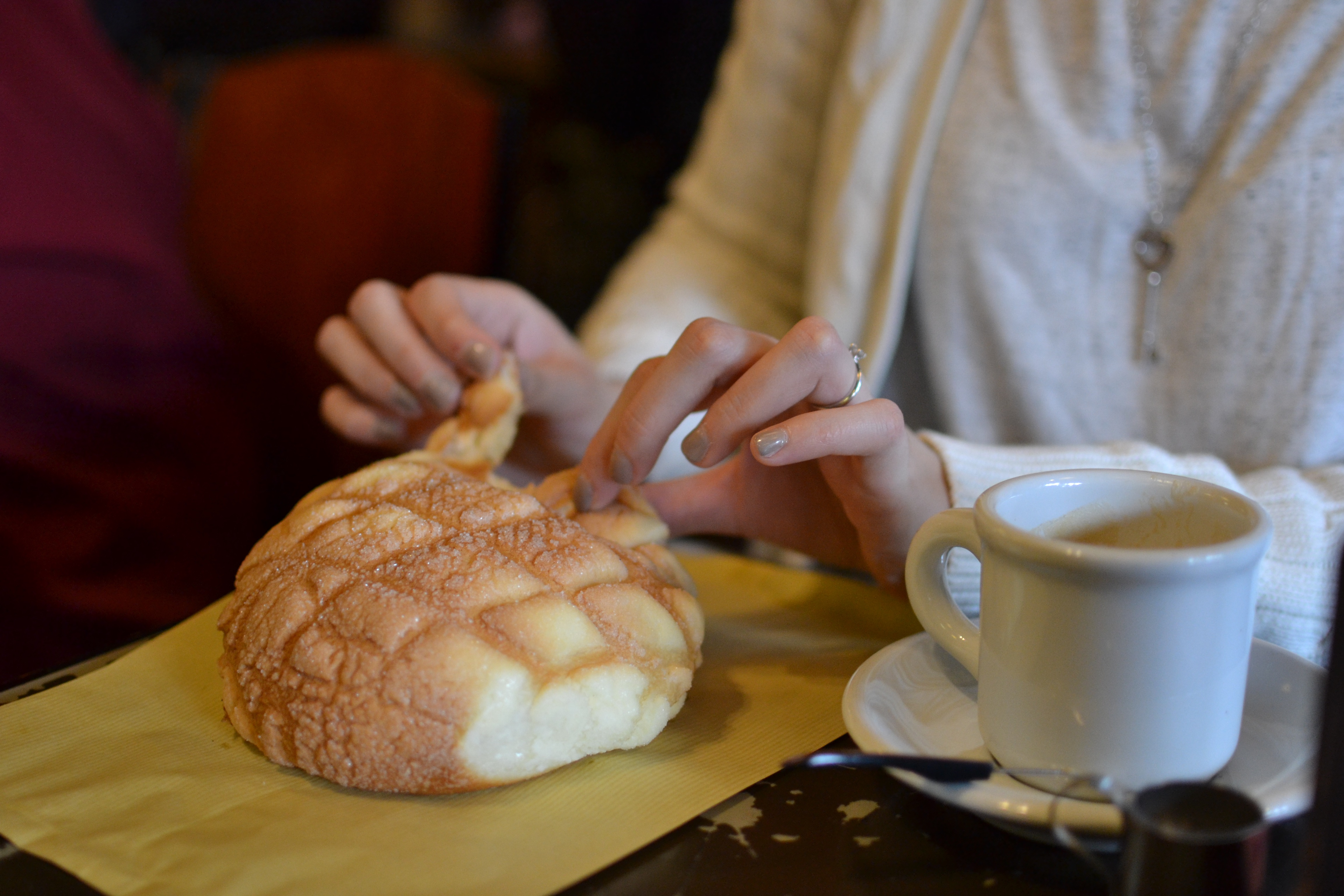
メロンパンの内側の柔らかい部分を指して、「モフモフな部分」などと表現することがある。

もふもふ（モフモフ）は、日本の擬態語のひとつ。オノマトペ（音象徴語）。主としてネコやイヌの被毛のような柔らかいものの感触を表す。「も」が第1モーラ、「ふ」が第2モーラに当たり、この2つのモーラが反復され、計4モーラからなる語である。2000年代初めごろから使われ始め、急速に広まり流行語にもなった。デジタル大辞泉は、当語はインターネットスラングであるとしている。英語文献では、mofu-mofuあるいは mohu-mohuと表記される。本項では「もふもふ」から派生した動詞「モフる」についても記述する。

## 意味・用法
東京農工大学准教授で認知言語学者の宇野良子らが、膨大な量のウェブページが蓄積されたウェブコーパスを用いて分析したところ、「モフモフ」は、主に空気を豊富に含んだ柔軟性の高いものと接触する感覚を表すオノマトペであり、「モフモフ（する）」およびそこから派生してできたラ行五段活用の動詞「モフる」は、概ね次に掲げる種類の意味で使用されていることがわかった。
|   |    |                                                        | モフモフ（する） | モフる |
| A | A1 | ネコやイヌの被毛またはこれに類するものの触感           | 該当             | 該当   |
| A | A2 | 上記のようなものを触ることで人間が触感を得ているさま   | 該当             | 該当   |
| B | B1 | メロンパンやスコーンなどの食感                         | 該当             | 非該当 |
| B | B2 | 上記のようなものを食べることで人間が食感を得ているさま | 該当             | 非該当 |
| C | C  | ゲームのキャラクターのほか魚などが緩慢に動くさま       | 該当             | 非該当 |

それぞれの意味の使用割合をみると、「モフモフ」は76パーセントが表1のAの意味での使用、残りの24パーセントがBまたはCの意味での使用であった。「モフモフする」は92パーセントがAの意味での使用、残りの8パーセントがBまたはCの意味での使用であり、「モフる」は例外なくAの意味で使われていた。
「モフる」には、自動詞としての用法と他動詞としての用法があり、自動詞の「モフる」は「ネコやイヌまたはこれに類するものの被毛がふんわりとした状態になる」というような意味をもち、他動詞の「モフる」は「ネコなどのふんわりとした被毛を人間が触る」というような意味をもつ。宇野らの分析では、「モフる」の場合は85パーセントが他動詞用法であり、残りの15パーセントが自動詞用法であったのに対し、「モフモフする」の場合は71パーセントが他動詞用法であり、残りの29パーセントが自動詞用法であった。

## 由来
1990年代にはサンソフトの対戦型格闘ゲーム『ギャラクシーファイト』や『わくわく7』の登場キャラクターに対して用いられた事例が確認されている。
電気通信大学大学院教授でオノマトペ研究者の坂本真樹は、「もふもふ」というオノマトペを初めて使った人を特定することは困難であるとした上で、コミックの分野で早期に使用され始めた可能性を指摘している。2001年刊行の武井宏之の漫画作品『シャーマンキング』第14巻において、ハオがパンを食べる様子を表す言葉として使われている。また2003年刊行の高橋弥七郎のライトノベル作品『灼眼のシャナ』第5巻における、メロンパンの食べ方に関する語りの中で「モフモフな部分」という用例がみられる。こうしたことから、初期には主に表1のBの意味で使われていた可能性が考えられる。2003年から2004年ごろにインターネット掲示板サイト2ちゃんねる（現、5ちゃんねる）においてAの意味での用例が現れ始めた。この頃から使用は急速な拡大をみせる。またちょうどこの頃に重なるようにして日本でペットブームが起きていたことが秋山(2019)によって指摘されている。
宇野らがウェブコーパスから新動詞を抽出して使用頻度の高い順に並べたところ、2006年から2009年にかけての期間では「モフる」が801 - 900位に入っていた。宇野は2013年、使用頻度の右肩上がりの推移から、「モフる」が「サボる」のように一般の動詞として扱われるようになる可能性があるとの見方を示している。2010年には女子中高生ケータイ流行語大賞に「もふもふ」がノミネートされた。
2015年にも擬態語「もふもふ」が流行し、とりわけ、もふもふとした動物がソーシャル・ネットワーキング・サービスを中心に大きなブームとなった。このことを受けて日本放送協会は同年末に、もふもふな動物を特集した番組『ネコもワンコも大集合 年末はこれでモフモフ！スペシャル』を放送した。さらに同番組の後身とされる番組が2017年3月31日から『もふもふモフモフ』というタイトルで不定期に放送され、2018年4月から2019年3月にかけてレギュラー放送されるに至っている。2017年、三省堂主催の「今年の新語」の発表後に行われた座談会で、校閲者の見坊行徳と稲川智樹は、「もふもふ」が定着し始めているとの旨を語っている。
辞典類での収録状況をみると、2007年発行の小野正弘編『日本語オノマトペ辞典』や2014年発行の新村出編『広辞苑 第六版』には収録されていないが、2020年発行の『明鏡国語辞典 第三版』には「もふもふ」が収録され「ふくれていて柔らかいさま」と説明されている。

## 評価
オノマトペが表す印象を定量化するシステムが坂本らによって構築されている。その概要を次に示す。まず、オノマトペの音韻要素の印象評価実験を、アメリカの心理学者チャールズ・オズグッドらが開発したセマンティック・ディファレンシャル法 (SD法、semantic differential scale) を用いて行う。印象評価実験は、「明るい - 暗い」「暖かい - 冷たい」など計43対の感性評価尺度を使って、数十人の被験者が7段階のSD法によって300語程度のオノマトペについて印象を評価し、回答するというものである。
この印象評価実験で得られたデータから、統計学者林知己夫が開発した「数量化理論Ⅰ類」と呼ばれる分析手法を用いて、オノマトペが表す印象に各音韻の要素が与える影響の程度（以下、「各音韻要素のカテゴリ数量」という）を感性評価尺度ごとに割り出す。続いて次に示す(1)式によって、各カテゴリに分類されている音韻要素の印象値の線形和として、オノマトペ全体が表す印象の予測値を求める。
{\displaystyle {\hat {Y}}=X_{1}+X_{2}+X_{3}+\dots +X_{13}+Const.\qquad \qquad (1)}
ここで、{\displaystyle {\hat {Y}}}は、ある感性評価尺度上の印象の予測値を表し、X1からX13は、各音韻要素のカテゴリ数量を表す。そのうち、X1からX5は、それぞれ第1モーラの「子音行の種別」、「濁音・半濁音の有無」、「拗音の有無」、「母音の種別」、「小母音の種別」の数量、X6は第1モーラに付く「語尾（撥音・促音・長音化）の有無」の数量を表し、X7からX11は、それぞれ第2モーラの「子音行の種別」、「濁音・半濁音の有無」、「拗音の有無」、「小母音の種別」、「母音の種別」の数量、X12は第2モーラに付く「語尾（撥音・促音・長音化・語末の「リ」）の有無」の数量、X13は「反復の有無」の数量を表す。式末尾のConst.は重回帰モデルの定数項を表す。
システムに「もふもふ」を入力した際の出力結果は、坂本(2019)によると次表のようになっている。比較などをしやすくするために、1～4～7の範囲の数値が－1～0～1に正規化されている。評価尺度はハイフンの左側が－極、右側が＋極である。たとえば「かたい - やわらかい」の場合、印象予測値が0.82と＋極側に寄っているため、やわらかい印象が強いことがわかる。「ふわふわ」を入力した場合、「かたい - やわらかい」の印象予測値が0.75であり、「暖かい - 冷たい」のそれが－0.36であった。これらのことから「もふもふ」が「ふわふわ」よりも暖かく、やわらかい印象をもつ語と推定されたことがわかる。一方、「むよむよ」は、やわらかさが最大の1.00であったが、暖かさは「もふもふ」と同程度と推定された。
| 評価尺度                    | 印象予測値 | 評価尺度                    | 印象予測値 |
| --------------------------- | ---------- | --------------------------- | ---------- |
| 明るい - 暗い               | -0.28      | 丈夫な - 脆い               | -0.11      |
| 暖かい - 冷たい             | -0.54      | シンプルな - 複雑な         | -0.3       |
| 厚い - 薄い                 | -0.44      | 好きな - 嫌いな             | 0.1        |
| 安心な - 不安な             | -0.29      | 滑る - 粘つく               | 0.57       |
| 良い - 悪い                 | -0.26      | 鋭い - 鈍い                 | 0.05       |
| 印象の強い - 印象の弱い     | -0.1       | 静的な - 動的な             | 0.11       |
| 嬉しい - 悲しい             | -0.31      | 洗練された - 野暮な         | -0.26      |
| 落ち着いた - 落ち着きのない | -0.06      | 楽しい - つまらない         | 0.39       |
| 快適 - 不快                 | -0.26      | 男性的な - 女性的な         | -0.22      |
| かたい - やわらかい         | 0.82       | 弾力のある - 弾力のない     | 0.17       |
| 規則的な - 不規則な         | 0.19       | つやのある - つやのない     | 0.19       |
| きれいな - 汚い             | -0.13      | 強い - 弱い                 | -0.18      |
| 現代風な - 古風な           | -0.1       | 抵抗力のある - 抵抗力のない | -0.3       |
| 高級感のある - 安っぽい     | -0.28      | 凸凹な - 平らな             | -0.09      |
| 個性的な - 典型的な         | 0.07       | なめらかな - 粗い           | 0.42       |
| 爽やかな - うっとうしい     | -0.07      | 伸びやすい - 伸びにくい     | 0.11       |
| 自然な - 人工的な           | -0.37      | 激しい - 穏やかな           | -0.25      |
| 親しみのある - 親しみのない | 0.17       | 派手な - 地味な             | -0.1       |
| 湿った - 乾いた             | 0.56       | 陽気な - 陰気な             | -0.12      |
| シャープな - マイルドな     | -0.09      | 洋風な - 和風な             | -0.03      |
| 重厚な - 軽快な             | -0.05      | 若々しい - 年老いた         | 0.07       |
| 上品な - 下品な             | 0.07       |                             |            |

## 議論
宇野は、「モフモフ」と「モフる」の意味の範囲および精密さの違いについて論じている。「モフる」は意味が表1のAに限定されるという点で、「モフモフ」と比較して特殊化している。その一方で「モフる」の他動詞用法では、知覚者の制御性を積極的に表現できるようになり、また自動詞用法では、被毛が長く伸びてふんわりとしてくる過程を表すことも可能になるなど、「モフモフ」で表現し分けることが困難なことを「モフる」により精密に表現できるようになったとしている。
坂本は、擬態語「もふもふ」の成り立ちについて次のような見解を示している。言語音と視覚的な図形の間に、ブーバ・キキ効果と呼ばれる普遍的な関係がみられるのと同様に、言語音と触感の間にも普遍的な関係がある程度みられるのではないか、とした上で、「もこもこ」「もちもち」「もわもわ」など暖かさを表す擬態語に「も」が用いられる経験と、「ふわふわ」「ふかふか」「ふにゃふにゃ」など柔らかいさまを表す擬態語に「ふ」が用いられる経験を通して「も」と「ふ」に対するそれぞれのイメージが醸成され、それらを組み合わせることで暖かさと柔らかさを合わせもった表現ができるのではないか、という発想が得やすいのであろうとしている。